# Bradina sordidalis
Bradina sordidalis là một loài bướm đêm trong họ Crambidae.